# 마포중학교
마포중학교(麻浦中學校)는 대한민국 서울특별시 강서구 등촌동에 있는 사립 중학교로, 1950년에 첫 개교하였다.

## 학교 연혁
- 1950년 4월 : 재단법인 중앙의숙 인가 받음, 마포중학교 인가받음, 김용무 재단 이사장, 상무이사 박인출 교장 취임(마포중, 고등학교 설립자)
- 1960년 1월 : 강당 준공
- 1965년 5월 : 교사증축 4층 31교실 준공
- 1972년 5월 : 6층 41교실 준공
- 1985년 2월 : 강서구 등촌동 신축 교사로 이전
- 2002년 7월 : 정보센터 준공
- 2003년 5월 : 정보화도서관으로 인의도서관 재개관
- 2018년 2월 : 제68회 졸업 159명(총 졸업생 수 24,120명)
- 2018년 2월 : 제9대 김형민 법인이사장 취임
- 2018년 3월 : 김호중 교장 취임
- 2019년 9월 : 대승학원으로 법인명 변경
- 2020년 2월 : 제70회 졸업 165명(총 졸업생 수 24,476명)
- 2023년 2월 : 최정열 교장 취임

## 참고 자료
- 마포중학교 - 한국교육학술정보원 학교알리미